# Benjamín de Arriba y Castro
Benjamín de Arriba y Castro (Santa Maria de Peñamayor, 8 aprile 1886 – Barcellona, 8 marzo 1973) è stato un cardinale e arcivescovo cattolico spagnolo.

## Biografia
Nacque a Santa Maria de Peñamayor, nella diocesi di Lugo. Studiò al seminario conciliare di Madrid, alla Pontificia Università Gregoriana di Roma, alla Pontificia Università di Toledo e alla Pontificia Accademia di San Tommaso d'Aquino a Roma.
Fu ordinato presbitero il 14 luglio 1912 a Roma, dal cardinale segretario di Stato Rafael Merry del Val y Zulueta. Dal 1913 al 1921 fu docente al seminario conciliare di Madrid e fu nominato canonico del capitolo cattedrale di Madrid. Dal 1921 al 1930 fu segretario di camera della diocesi, quindi provveditore e provicario generale fino al 1932 e vicario generale fin al 1935.
Il 1º maggio 1935 fu nominato vescovo di Mondoñedo e consacrato vescovo il 16 giugno dello stesso anno a Madrid da Leopoldo Eijo Garay, vescovo di Madrid, co-consacranti Prudencio Melo y Alcalde, arcivescovo di Valencia e Manuel González y García, vescovo di Malaga.
L'8 agosto 1944 fu trasferito alla sede di Oviedo, da dove il 22 gennaio 1949 fu promosso arcivescovo di Tarragona.
Papa Pio XII lo elevò al rango di cardinale nel concistoro del 12 gennaio 1953. Il 29 ottobre dello stesso anno ricevette il titolo dei Santi Vitale, Valeria, Gervasio e Protasio.
Partecipò al conclave del 1963, che elesse papa Giovanni XXIII.
Intervenne al Concilio Vaticano II, prendendo la parola nell'ottobre del 1963 a nome di sessanta vescovi spagnoli in occasione del dibattito sullo schema conciliare sulla Beata Vergine Maria e sostenendo la necessità di uno schema separato sulla mariologia a motivo della speciale importanza della Madre di Dio nell'economia della Redenzione. Tuttavia, lo schema sulla Vergine fu poi incluso nello schema sulla Chiesa, senza far menzione del titolo di Corredentrice.
Intervenne ancora nel novembre dello stesso anno, nell'ambito del dibattito sull'ecumenismo per ribadire che «l'insegnamento di Cristo fu affidato all'unica Chiesa cattolica che ha il diritto e il dovere di predicare il Vangelo al mondo intero».
Il 15 settembre 1965, nella quarta sessione del Concilio, ribadì lo stesso concetto a proposito dello schema sulla libertà religiosa, la futura costituzione Dignitatis Humanae: «solo la Chiesa cattolica ha il diritto e il dovere di predicare il Vangelo. Perciò il proselitismo dei non cattolici fra i cattolici è illecito e nella misura in cui lo consente il bene comune dev'essere impedito non solo dalla Chiesa ma anche dallo Stato.» «Veda dunque il Sacrosanto Concilio Vaticano di non decretare la rovina della religione cattolica in nazioni in cui praticamente questa religione è unica. Infatti, [...] sono molti che, soprattutto tra i più sprovveduti, dicono. "A quel che sembra, tutte le religioni sono uguali". E manca poco che concludano: "Quindi, nessuna è importante".»
Il 19 novembre 1970, a 84 anni, si dimise dal governo pastorale dell'arcidiocesi. Il 1º gennaio 1971 perse il diritto di entrare in conclave, in occasione dell'entrata in vigore della norma che privava di questo diritto i cardinali ultraottantenni.
Morì a Barcellona e fu sepolto nel pavimento della chiesa parrocchiale di San Paolo a Tarragona.

## Genealogia episcopale e successione apostolica
La genealogia episcopale è:
- Cardinale Scipione Rebiba
- Cardinale Giulio Antonio Santori
- Cardinale Girolamo Bernerio, O.P.
- Arcivescovo Galeazzo Sanvitale
- Cardinale Ludovico Ludovisi
- Cardinale Luigi Caetani
- Cardinale Ulderico Carpegna
- Cardinale Paluzzo Paluzzi Altieri degli Albertoni
- Papa Benedetto XIII
- Papa Benedetto XIV
- Cardinale Enrique Enríquez
- Cardinale Francisco de Solís Folch de Cardona
- Vescovo Agustín Ayestarán Landa
- Arcivescovo Romualdo Antonio Mon y Velarde
- Cardinale Francisco Javier de Cienfuegos y Jovellanos
- Cardinale Cirilo de Alameda y Brea, O.F.M.
- Cardinale Juan de la Cruz Ignacio Moreno y Maisanove
- Cardinale José María Martín de Herrera y de la Iglesia
- Vescovo Leopoldo Eijo y Garay
- Cardinale Benjamín de Arriba y Castro

La successione apostolica è:
- Vescovo Laureano Castán Lacoma (1954)